# Deacon Jones (Leichtathlet)
Deacon Jones (eigentlich Charles Nicholas Jones; * 31. August 1934 in St. Paul, Minnesota; † 7. September 2007 in Hillside, Illinois) war ein US-amerikanischer Leichtathlet, der 1960 Olympiasiebter im 3000-Meter-Hindernislauf wurde.

## Karriere
Jones stellte 1954 in 4:17,6 Minuten einen US-High-School-Rekord im Meilenlauf auf. 1955 gewann er als Angehöriger der University of Iowa die US-Hochschulmeisterschaft im Crosslauf, 1957 folgte die Hochschulmeisterschaft im Zwei-Meilen-Lauf. Bereits 1956 nahm er im Hindernislauf an den Olympischen Spielen in Melbourne teil, wo er mit 8:47,4 Minuten im Vorlauf den Finaleinzug schaffte; im Finale belegte er den neunten Platz. 1957, 1958 und 1961 siegte Jones bei der AAU-Meisterschaft im Hindernislauf. 1959 gewann er bei den Panamerikanischen Spielen in Chicago in 8:56,6 Minuten die Silbermedaille hinter Phil Coleman. Bei den Olympischen Spielen 1960 qualifizierte sich Jones als Zweiter seines Vorlaufs in 8:49,2 Minuten für das Finale; im Finale konnte er wie vier Jahre zuvor seine Vorlaufleistung nicht wiederholen und belegte den siebten Platz. Seine persönliche Bestleistung von 8:42,4 Minuten stellte Jones am 5. August 1961 beim ISTAF in Berlin auf, als er im Spurt vor Gaston Roelants und George Young gewann.
Deacon Jones war 1,78 Meter groß und wog 66 kg.

## Bestzeiten
- 3000 m Hindernis: 8:42,4 min, 1961
- 1 Meile (Halle): 4:06,5 min, 1961
- 2 Meilen: 8:57,6 min, 1957